# Daedalus (cráter)
Daedalus es un cráter lunar localizado en el centro de la cara oculta de la Luna, en las coordenadas 5,9º S, 179,4º E, tiene un diámetro de 93 kilómetros y una profundidad de 3,0 kilómetros. Su epónimo hace referencia a Dédalo.
La pared interna forma terrazas, y hay un núcleo de picos en el centro del suelo relativamente plano. Debido a su situación (protegida de las radio emisiones de la Tierra), se ha propuesto como lugar para un futuro radiotelescopio, el cual aprovecharía la forma del cráter, a semejanza del radiotelescopio de Arecibo, pero a una escala bastante mayor.
Fue llamado Cráter 308 (y a veces aún se lo llama así), por su nombre temporal, antes de ser bautizado por la Unión Astronómica Internacional.

## Cráteres satélite
Por convención estos elementos son identificados en los mapas lunares poniendo la letra en el lado del punto medio del cráter que está más cerca de Dédalo.
|          | \| Daedalus \| Coordenadas \| Diámetro \| \| -------- \| ------------------------------ \| -------- \| \| B \| 4°06′S 179°48′O / -4.1, -179.8 \| 23 km \| \| C \| 4°06′S 178°54′O / -4.1, -178.9 \| 68 km \| \| G \| 6°36′S 177°24′O / -6.6, -177.4 \| 33 km \| \| K \| 8°18′S 178°30′O / -8.3, -178.5 \| 24 km \| \| M \| 8°06′S 179°30′E / -8.1, 179.5 \| 13 km \| \| R \| 7°42′S 175°12′E / -7.7, 175.2 \| 41 km \| \| S \| 6°48′S 172°54′E / -6.8, 172.9 \| 20 km \| \| U \| 4°12′S 174°54′E / -4.2, 174.9 \| 30 km \| \| W \| 3°30′S 177°30′E / -3.5, 177.5 \| 70 km \| |          |
| Daedalus | Coordenadas | Diámetro |
| B        | 4°06′S 179°48′O / -4.1, -179.8 | 23 km    |
| C        | 4°06′S 178°54′O / -4.1, -178.9 | 68 km    |
| G        | 6°36′S 177°24′O / -6.6, -177.4 | 33 km    |
| K        | 8°18′S 178°30′O / -8.3, -178.5 | 24 km    |
| M        | 8°06′S 179°30′E / -8.1, 179.5 | 13 km    |
| R        | 7°42′S 175°12′E / -7.7, 175.2 | 41 km    |
| S        | 6°48′S 172°54′E / -6.8, 172.9 | 20 km    |
| U        | 4°12′S 174°54′E / -4.2, 174.9 | 30 km    |
| W        | 3°30′S 177°30′E / -3.5, 177.5 | 70 km    |